# Palazzo della Cassa di Risparmio di Pistoia e Pescia

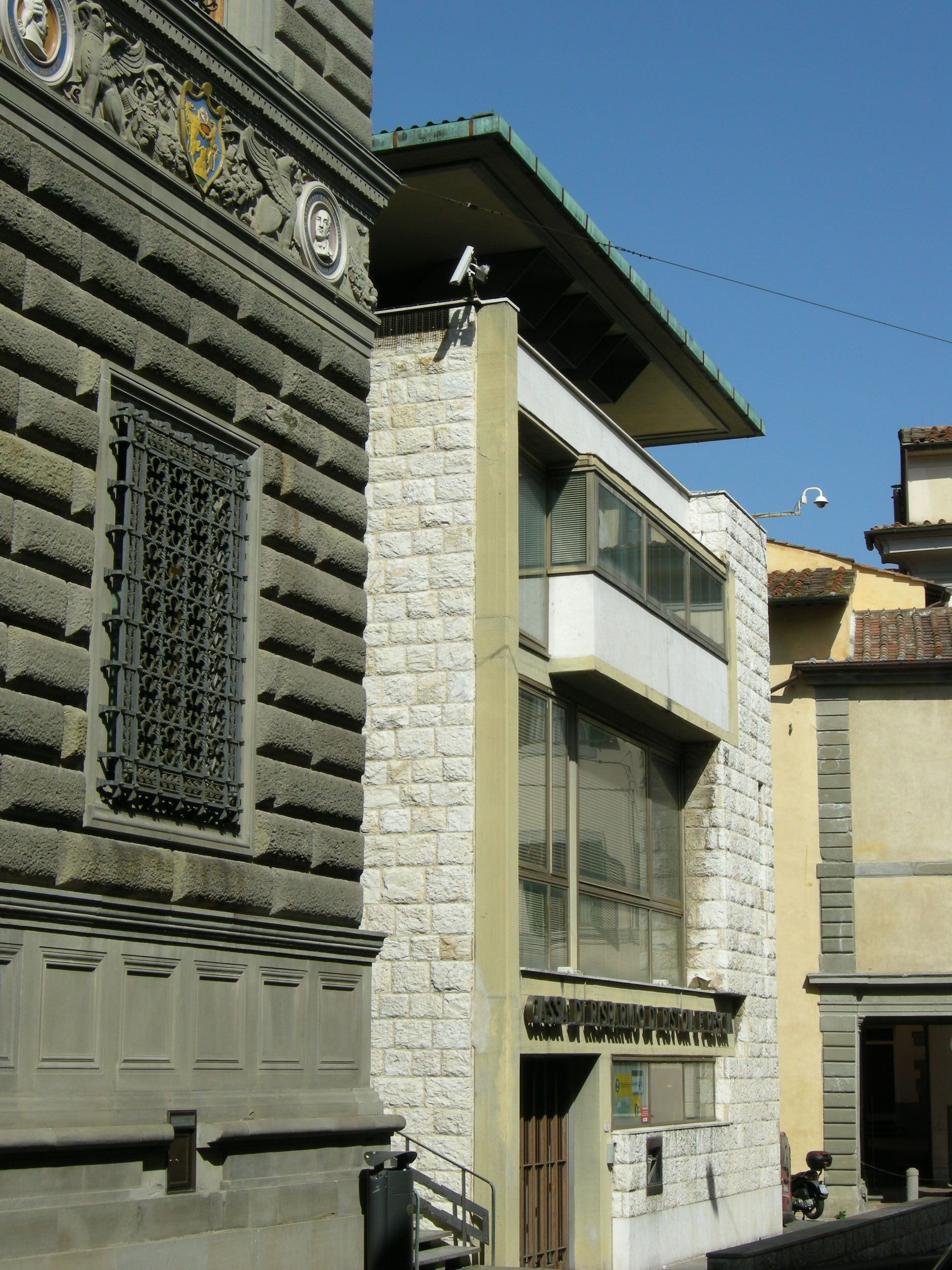
L'addizione di Michelucci

Il Palazzo della Cassa di Risparmio di Pistoia e Pescia è un edificio storico di Pistoia, situato in via San Matteo. Fu edificato in conseguenza del distacco dell'istituto bancario dalla casa madre fiorentina e della derivante gestione dello stesso come sede autonoma.

## Storia
La Cassa di Risparmio di Pistoia e Pescia ha sede, nel centro di Pistoia, in un palazzo in stile neorinascimentale costruito tra il 1898 ed il 1905 su progetto dell'architetto Tito Azzolini.
Tra il 1930 e il 1935 la Cassa acquistò e demolì gran parte delle vecchie case poste nell'isolato retrostante il palazzo, fra le vie dell'Acqua e Argentina. Pochi anni dopo, l'area venne destinata alla costruzione della Borsa Merci per la quale Giovanni Michelucci elaborò il progetto di massima tra l'ottobre ed il novembre del 1948, firmandolo insieme con l'ingegnere Alessandro Giuntoli. Sin da questa prima fase, per desiderio della commissione edilizia, si prevedette la possibilità di rialzare il nuovo edificio al fine di equilibrare il volume generale del palazzo; esigenza che però venne a trovarsi in contrasto con la preoccupazione opposta di non ridurne troppo l'affaccio.
La Borsa Merci venne costruita tra il 1949 ed il 1950, senza introdurre alcuna sopraelevazione rispetto alla volumetria del progetto di massima.
La Cassa di Risparmio acquistò la casa Vannucci, unica costruzione antica rimasta nell'isolato tra via Argentina e via dell'Acqua, ed ottenne così dal Comune la soppressione della stretta via Argentina, che separava il palazzo ottocentesco dall'edificio della Borsa Merci. Queste furono le necessarie premesse alla decisione, presa nel 1956, di unificare la sede principale con i due edifici retrostanti, mediante un collegamento affidato in un primo momento all'architetto Albino Secchi.
Alla fine degli anni cinquanta, l'esigenza di ampliare gli uffici della banca portò alla decisione di sopraelevare l'edificio della Borsa Merci e Michelucci venne incaricato di ideare un'idonea soluzione. Egli, partendo dalla convinzione che l'architettura debba adeguarsi al mutare delle esigenze, accettò di intervenire sulla precedente realizzazione e, tra il 1957 e il 1961, predispose diverse soluzioni che in vario modo prevedevano la sopraelevazione e l'allungamento dell'edificio a scapito della casa Vannucci. Infine, nel 1961, in base a considerazioni di carattere statico e funzionale, fu decisa la demolizione con conseguente ricostruzione secondo nuovo progetto. I lavori iniziarono nel maggio del 1961, diretti dall'ingegner Gianfranco Biagini; i tempi di esecuzione si rivelarono più lunghi del previsto e i costi risulteranno maggiori delle previsioni iniziali.
La copertura venne realizzata nel 1963. Michelucci disegnò gran parte dei mobili in legno (realizzati dalla ditta Nobili), compreso il bancone in legno e marmo rosso; lo stesso curò anche la progettazione dello scalone, di marmo "fior di pesco" con corrimano ligneo, nonché degli infissi in alluminio (realizzati dalla ditta Fenzi) per le aperture vetrate e per le pareti divisorie degli uffici.
Nel luglio del 1965 ebbe luogo l'inaugurazione. Inizialmente il salone al piano terreno venne affittato come borsa merci, poi venne utilizzato dalla banca per i propri servizi. Le attuali finiture interne non sono quelle originali ma quelle riprogettate nel 1994-95 dall'architetto Giovanni Battista Bassi.

## Descrizione
La nuova realizzazione non si aggiunge dunque all'edificio precedente, ma lo sostituisce occupando l'area della Borsa Merci e dell'antica casa Vannucci. Dotata di due ingressi, uno da via San Matteo, leggermente rialzato rispetto al livello della strada, e l'altro, quello principale, attraverso il palazzo ottocentesco, il collegamento tra i due edifici è risolto con una galleria vetrata con infissi in alluminio. All'interno del vestibolo che ne risulta è conservato il paramento esterno in bugnato a cuscino della sede più antica della banca, già affacciante sulla vecchia via Argentina. Il salone delle operazioni è rettangolare, con l'asse longitudinale disposto perpendicolarmente rispetto all'ingresso principale. Lo sovrasta da questo lato un ballatoio, visibile soltanto dalla zona di lavoro degli impiegati, portato da telai in cemento armato: massicci pilastri sorreggono coppie di puntoni diagonali che si prolungano in travi reticolari recanti, al di sopra, delle passerelle. Tale ideazione è in sintonia con la ricerca, ricorrente nelle opere di Michelucci di quegli anni, di una percorribilità totale dell'architettura; ricerca che ha ispirato, pochi anni prima, le realizzazioni della sede storica della Cassa di Risparmio di Firenze e dell'Osteria del Gambero Rosso a Collodi e che troverà ancora numerose applicazioni in seguito.

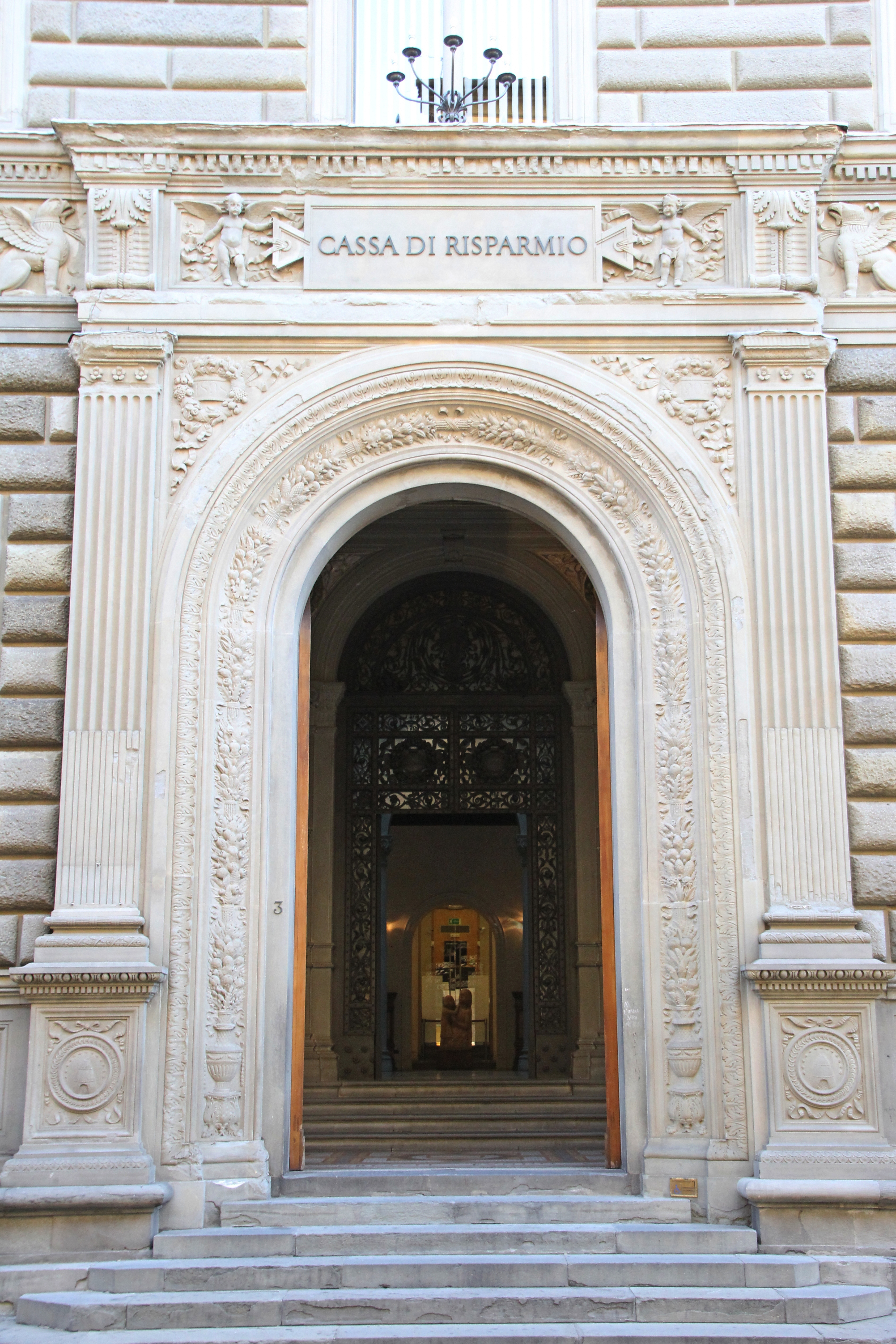
Portale d'ingresso

L'esterno è caratterizzato dall'uso di conci rustici di pietra alberese nel massiccio spigolo tra via San Matteo e via dell'Acqua, che fa da quinta alla piazza di San Leone nonché deliberato contrappunto alla superstite torre medievale. Alla pietra sono accostate moderne finestrature in alluminio nella fronte destra. Alle finestre si alternano i pilastri, riproducendo in facciata la partizione in campate dell'interno.

## Fortuna critica
L'edificio originario della Borsa merci, poi demolito, al momento della costruzione aveva destato, a causa dell'originalità del disegno, alcune perplessità tra i pistoiesi, che lo avevano soprannominato "gabbia dei grilli"; positivo era stato invece il giudizio della critica che ne aveva sottolineato il rigore formale, il felice inserimento ambientale, "la chiarezza volumetrica e strutturale di un impianto classicheggiante".
Non si può dire altrettanto per i successivi progetti di ampliamento che, secondo Belluzzi e Conforti, hanno come conseguenza il fatto che "viene meno inevitabilmente l'euritmia che faceva della Borsa una delle opere più convincenti e formalmente compiute del catalogo di Michelucci" mentre "i corpi di fabbrica aggiunti restano delle semplici appendici, che intaccano la coerenza cristallina della Borsa, senza introdurre tematiche spaziali alternative".